# Fazenda Nova
Pour les articles homonymes, voir Fazenda (homonymie).
Ne doit pas être confondu avec Fazenda Vilanova.
Fazenda Nova est une municipalité brésilienne de l'État de Goiás et la microrégion d'Iporá.